# 유경 (전한)
유경(劉敬, ? ~ ?)은 중국 전한 초기의 정치가다. 원래 이름은 누경(婁敬)이다.

## 행적
제나라 사람으로, 고제 5년(기원전 202년) 농서에 수자리하러 가다가, 고제가 당시 있던 낙양을 지나면서 자신처럼 제나라 사람인 우장군(虞將軍)에게 부탁해 고제를 만났다. 고제에게 진나라와 같이 관중에 수도를 두는 것이 좋다고 말했다. 그 이유로는 낙양에 서울을 둔 주나라는 덕으로서 제후들의 마음을 얻어 왕이 되었기에 천하의 중심이 되는 낙양에 도읍을 둔 것이지, 숱한 싸움을 거쳐 많은 사람이 죽어나가면서 천하를 얻은 당시의 한나라로서는 방비가 편한 옛 진나라 땅이 만일의 변고에 대비하기 좋다는 것이었다. 고제가 신하들에게 의견을 묻자, 고제의 신하들은 죄다 산동 사람이라 주나라처럼 낙양에 도읍을 두기를 원했으나 장량이 누경의 의견에 찬성해 그날로 고제가 탄 수레는 서쪽으로 갔고 장안이 전한의 서울이 됐다. 그리고 고제는 누경에게 유씨 성을 주어 유경이 됐다.
고제 7년(기원전 200년), 한왕 신이 흉노와 결탁해 고제가 한왕 신과 흉노를 무찌르러 출진했다. 흉노가 일부러 장사와 살찐 말은 숨기고 노약자와 비루한 가축들을 한나라의 사자에게 보여주자 이를 본 사자 열 무리가 죄다 흉노와 싸우자고 주장했다. 그래서 이미 출진했는데, 유경이 흉노가 정예 전력을 숨긴 것임을 간파하고 출병을 말렸다. 고제는 군의 사기를 꺾었다며 유경을 광무에 가두었으나, 백등산 포위전에서 곤경에 빠져 돌아오고서는 유경에게 2천 호를 주어 관내후로 삼고 작호를 건신후(建信侯)로 했다.
고제가 이후 흉노에 대한 대책을 묻자, 싸울 수도 없고 설득할 수도 없으니 흉노의 선우에게 고제의 딸을 주어 그 사이에서 나온 아들이 선우가 되도록 하는 방안을 제시했다. 고제는 이를 좋게 여기고 노원공주를 시집보내려 했으나(이때 노원공주는 이미 장오의 아내였다) 고황후가 심히 반대해 그러지는 못하고 엉뚱한 여자를 공주로 속여 흉노에 보냈다. 유경은 이 가짜 공주를 수행해 묵돌 선우와 혼인해 연지(흉노 선우의 정부인)가 되는 과정을 함께하며 흉노와 화친을 맺었다. 돌아와서는 관중이 비옥하나 사는 사람이 적어 흉노의 침입에 취약하고 옛 육국의 왕족들과 호걸들이 강해 혹 변을 일으킬 수 있으니 그들을 관중으로 이주시켜 관중을 충실하게 하는 한편 변란이 일어나지 못하도록 감시하는 방안을 제시했다. 고제는 이를 따라 관중에 10여만 명을 이주시켰다. 안사고는 한서 주석에서 관중 지방의 전씨(제나라 왕족)와 경씨·굴씨(초나라 왕족)는 다 이때 이주한 것이라 했다.